# Hylaeus cribellatus
Hylaeus cribellatus är en biart som först beskrevs av Joseph Vachal 1901.  Hylaeus cribellatus ingår i släktet citronbin, och familjen korttungebin. Inga underarter finns listade i Catalogue of Life.